# L'ira di Achille (Nicolini)
L'ira di Achille è un'opera in due atti di Giuseppe Nicolini, su libretto di Felice Romani. La prima rappresentazione ebbe luogo al Teatro alla Scala di Milano il 26 dicembre 1814.

## Trama
La scena è nel campo de' Greci sotto Troja
Achille, il più formidabile dei guerrieri Greci durante la guerra di Troia, entra in lite con il re Agamennone per il possesso della schiava Briseide. All'imposizione del sovrano, Achille abbandona il campo di battaglia, nonostante le preghiere dell'amico Patroclo e della stessa Briseide, mentre i Troiani, approfittando del conflitto interno nel campo dei Greci, incominciano a minacciare il campo nemico. Patroclo stesso, allora, decide di vestire le armi di Achille, ma viene ucciso. Quest'ultimo, devastato dalla morte dell'amico, decide infine di tornare a combattere.

## Struttura musicale
- Sinfonia

### Atto I
- N. 1 - Introduzione Dalle tue placid'onde (Coro, Achille, Agamennone, Briseide)
- N. 2 - Coro e Duetto fra Achille ed Agamennone No: non è Troja, o forti - Lascia lo scettro, e snuda
- N. 3 - Cavatina di Criseide Sempre la speme
- N. 4 - Coro ed Aria di Agamennone Nume di Delo - Là, sull'ara abbandonai (Agamennone, Calcante, Coro)
- N. 5 - Coro e Duetto fra Achille e Briseide Tergi i begli occhi tuoi - Serba nel tuo bel core
- N. 6 - Finale I Cede Atride, il Ciel si placa (Coro, Agamennone, Achille, Briseide, Patroclo)

### Atto II
- N. 7 - Introduzione seconda O vincitrice spada (Coro)
- N. 8 - Coro e Duetto fra Briseide ed Achille Non oltraggiar gli Dei - Ferma... Senti... Ahimè! Che intesi?
- N. 9 - Coro e Cavatina di Agamennone Felici i prodi - Quell'ardor che nel seno m'avvampa
- N. 10 - Aria di Briseide Io non vi chiedo il soglio (Briseide, Coro)
- N. 11 - Coro e Cavatina di Patroclo Addio campo un dì sì forte - Se vestir sì grandi spoglie
- N. 12 - Aria di Achille Deh ti svela agli occhi miei (Achille, Coro)
- N. 13 - Duetto fra Agamennone e Briseide Perir di Grecia i forti
- N. 14 - Finale II Vieni: il sangue dell'amico (Coro, Achille, Agamennone, Briseide, Calcante, Taltibio)